# Estera Dobre
Estera Dobre (Râmnicu Vâlcea, 10 de febrero de 1987) es una deportista rumana que compitió en lucha libre. Ganó cinco medallas de plata en el Campeonato Europeo de Lucha entre los años 2007 y 2012.

## Palmarés internacional
| Campeonato Europeo | Campeonato Europeo  | Campeonato Europeo | Campeonato Europeo |
| Año                | Lugar               | Medalla            | Categoría          |
| ------------------ | ------------------- | ------------------ | ------------------ |
| 2007               | Sofía (Bulgaria)    | Medalla de plata   | 51 kg              |
| 2009               | Vilna (Lituania)    | Medalla de plata   | 48 kg              |
| 2010               | Bakú (Azerbaiyán)   | Medalla de plata   | 51 kg              |
| 2011               | Dortmund (Alemania) | Medalla de plata   | 51 kg              |
| 2012               | Belgrado (Serbia)   | Medalla de plata   | 48 kg              |
| 2013               | Tiflis (Georgia)    | DSC                | 51 kg              |